# 羅利山
71°35′S 61°55′W / 71.583°S 61.917°W
羅利山（英語：Rowley Massif）是南極洲的山峰，位於帕爾默地，處於哈利冰川和克萊因冰川之間，美國地質調查局在1974年繪入地圖，現時由南極條約體系管理。